# ヴィーカリ
ヴィーカリ（イタリア語: Vicari）は、イタリア共和国シチリア自治州パレルモ県にある、人口約2,600人の基礎自治体（コムーネ）。

## 地理

### 位置・広がり
パレルモ県のコムーネ。県都パレルモから南南東へ37kmの距離にある。

#### 隣接コムーネ
隣接するコムーネは以下の通り。
- カッカモ
- カンポフェリーチェ・ディ・フィターリア
- チミンナ
- レルカーラ・フリッディ
- プリッツィ
- ロッカパルンバ